# 針對公眾參與的策略性訴訟
針對公眾參與的策略性訴訟（英語：Strategic lawsuits against public participation；SLAPP suits），或稱恐嚇訴訟（英語：intimidation lawsuits），指稱一類針對公共社會大眾中提出批評者，意旨審查、恐嚇和壓制其批評的訴訟，即透過令批評者為辯護而耗費勞力、時間、費用等等成本，直到他們放棄批評或反對。
在典型的該種訴訟案件中，原告並不期待勝訴。提告的真實用意在於透過訴訟費及上法庭的冗長過程，讓被告心生恐懼、身心俱疲，最終放棄原本的言論與主張。如果被告屈服於恐懼、恐嚇、不斷增加的訴訟費，或只是精疲力竭，放棄了批評，那麼原告的目標就達到了。
針對公眾參與的策略性訴訟有很多種形式，最常見的是提起誹謗罪訴訟。在某些情況下，尤其如針對調查報導時，原告對被告反覆進行無意義訴訟可增加該方董事和高管的成本以及其他責任保險負擔，從而干擾其組織的運作能力。
該種訴訟案件也可能恐嚇他人參與理性辯論，其通常在提起前會先發出法律威脅，也就達到製造寒蟬效應的目的，如此也引發言論自由方面擔憂，而且由於原告通常會試圖掩蓋其審查、恐嚇或壓制批評者的意圖，因此通常難以甄別和懲罰。
一些司法管轄區為保障言論自由有通過立法，施行反SLAPP法。這些法律通常允許被告以案件涉及受保護的、涉及公眾關注的言論為由，提出撤銷或駁回原告訴訟的動議。原告則需承擔舉證責任，證明其勝訴的可能性。如果原告未能履行舉證責任，其訴訟將被駁回，並且原告可能需要支付提起訴訟的罰款。不同司法管轄區的法律規定差異很大。反SLAPP法通常被認為具有積極作用，許多律師也一直在努力推動更強有力反制該種訴訟的立法。

## 手段
這類訴訟的原告可能採取的手段包含：將不相關的其他人（例如關鍵被告的親戚、僱主）納入被告、將那些並沒有具體訴求的其他人（例如關鍵原告的企業夥伴）納入原告、運用模棱兩可或刻意複雜化的措辭讓原告不至於吃上偽證官司、拒絕和解（或者除了金錢之外拒絕其他和解方式）、對於被告任何企圖和解的努力都指稱為「欠缺誠意」、企圖指認匿名或半匿名反對者、在法律細微枝節上打轉、一意企圖提高被告花費（而不在乎原告自身花費是否更高）。

## 案例

### 臺灣
- 2013 年十月，亞洲大學安藤忠雄藝術館開幕邀請安藤忠雄及馬總統英九先生，遭中部大學異議性社團以「停止讓人民丟鞋的憤怒！暴力、蠻幹的從來都是政府！」喊口號與發傳單、舉海報抗議，旋即被警方以以違反《社會秩序維護法》為由移送台中地院裁處。法官認為，蒐證畫面顯示1人在場外發傳單，2人持海報抗議，還沒靠近舞台就被制止，現場秩序平和，馬總統致詞也未受影響，完全無「藉端滋擾」情事，且3人基於公共議題言論、請願等自由，在公共場所傳達意見，應受《憲法》保障，裁定不罰。[9]
- 2012 年四月，台塑對中興大學環工系莊秉潔教授，指稱其研究報告損害台塑名譽。 法官表示，台塑起訴狀所提供相關證據，都是莊秉潔針對國光石化案發言，如今六輕跳出來當原告「很奇怪」[10]
- 警察機關主動查處、移送違反《社維法》謠言罪的案件，從2016年的6件，到2020年高達167件，但2020年司法院裁示有高達77%不罰。政府對《社維法》的利用恐限制言論自由、侵犯人權。[11][12][13]
- 2024 年 9 月，旺中集團董事長蔡衍明認為維基百科條目指稱其「為向中國共產黨示好，因此買下中視、中天、中國時報、工商時報」等語為不實內容，因而向台灣維基媒體協會提起排除侵害民事訴訟[14][15]。SLAT 中華民國軟體自由協會於 2025 年 1 月指出此為針對公眾參與的策略性訴訟，並發起連署對抗濫訴[16]。

## 參看
- 言論自由
- 寒蟬效應

## 外部連結
- .   [2012-04-04]. （原始内容存档于2016-03-04）.